# 思茅水锦树
思茅水锦树（学名：Wendlandia augustinii）为茜草科水锦树属下的一个种。